# I형 아교질
I형 아교질(type I collagen) 또는 I형 교원질 또는 I형 콜라겐은 인체에서 가장 풍부한 콜라겐으로 척추동물의 총 콜라겐의 약 90%를 차지한다. 이로 인해 모든 척추동물에서 가장 풍부한 단백질 유형이기도 하다. 1형은 아교 섬유(collagen fiber, 교원 섬유, 콜라겐 섬유)라고 알려진 크고 호산성 섬유를 형성하여 신체의 밧줄과 같은 조밀한 결합 조직의 대부분을 구성한다.

## 같이 보기
- 결합 조직
- 아교질
- 탄력소
- 아교 섬유
- 탄력 섬유
- 그물 섬유